# Alexander Merkx
Alexander Merkx (Dommelen, 20 maart 1994) is een Nederlands darter die uitkomt voor de  WDF en de PDC.

## Carrière
Merkx maakte zijn debuut op de PDC European Tour tijdens de Dutch Darts Masters van 2019. Hij verloor hierop in de eerste ronde met 6-1 van Glen Durrant.
In 2022 begon Merkx te spelen op het WDF-circuit, waarin hij het Lithuania Open en Helvetia Open wist te winnen. Hij plaatste zich als dertiende reekshoofd voor het WDF World Darts Championship 2023. In de tweede ronde hiervan won hij met 3-1 van zijn landgenoot Arjan Konterman, maar in de volgende ronde werd hij met dezelfde cijfers uitgeschakeld door de latere halve finalist Dennis Nilsson.
Tijdens de PDC Challenge Tour 2023 bereikte Merkx één finale, maar die verloor hij van landgenoot Ron Meulenkamp.
Merkx won het Romanion Open 2024 door de finale te winnen van Patrik Kovács. Tijdens de PDC Challenge Tour 2024 wist hij twee finales te winnen. Merkx eindigde als vierde op de Challenge Tour Order of Merit, waardoor hij zich kwalificeerde voor het PDC World Darts Championship 2025. Hierop maakte hij zijn debuut op het PDC WK en hierop wist hij het uiteindelijk te schoppen tot de laatste 64.

## Resultaten op wereldkampioenschappen

### WDF
- 2023: Laatste 16 (verloren van Dennis Nilsson met 1–3)

### PDC
- 2025: Laatste 64 (verloren van Chris Dobey met 1–3)